# Vòng loại Giải vô địch bóng đá thế giới 2026 – Khu vực châu Âu (Bảng J)
Vòng loại Giải vô địch bóng đá thế giới 2026 khu vực châu Âu – Bảng J là một trong 12 bảng đấu của UEFA tại vòng loại Giải vô địch bóng đá thế giới để xác định những đội tuyển giành quyền tham dự giải vô địch bóng đá thế giới 2026 tại Canada, Mexico và Hoa Kỳ. Bảng J bao gồm 5 đội tuyển: Bỉ, Kazakhstan, Liechtenstein, Bắc Macedonia và Wales. Các đội sẽ thi đấu với nhau trên sân nhà và sân khách theo thể thức vòng tròn tính điểm từ tháng 3 đến tháng 11 năm 2025. Tuy nhiên, vì Bỉ đã tham dự vòng play-off thăng hạng/xuống hạng Nations League vào tháng 3 nên đội tuyển này sẽ bắt đầu chiến dịch vòng loại vào tháng 6 năm 2025. 
Đội nhất bảng sẽ trực tiếp giành quyền tham dự World Cup 2026, còn đội nhì bảng sẽ tiến vào vòng 2 (vòng play-off).

## Bảng xếp hạng
| VT | Đội           | ST | T | H | B | BT | BB | HS | Đ | Giành quyền tham dự |     | Bắc Macedonia | Wales   | Bỉ      | Kazakhstan | Liechtenstein |
| -- | ------------- | -- | - | - | - | -- | -- | -- | - | ------------------- | --- | ------------- | ------- | ------- | ---------- | ------------- |
| 1  | Bắc Macedonia | 4  | 2 | 2 | 0 | 6  | 2  | +4 | 8 | FIFA World Cup 2026 |     | —             | 1–1     | 1–1     | 13 th10    | 7 th9         |
| 2  | Wales         | 4  | 2 | 1 | 1 | 10 | 6  | +4 | 7 | Vòng 2              |     | 18 th11       | —       | 13 th10 | 3–1        | 3–0           |
| 3  | Bỉ            | 2  | 1 | 1 | 0 | 5  | 4  | +1 | 4 |                     |     | 10 th10       | 4–3     | —       | 7 th9      | 18 th11       |
| 4  | Kazakhstan    | 3  | 1 | 0 | 2 | 3  | 4  | −1 | 3 |                     | 0–1 | 4 th9         | 15 th11 | —       | 10 th10    |               |
| 5  | Liechtenstein | 3  | 0 | 0 | 3 | 0  | 8  | −8 | 0 |                     | 0–3 | 15 th11       | 4 th9   | 0–2     | —          |               |

## Các trận đấu
Lịch thi đấu được công bố bởi UEFA sau khi bốc thăm. Thời gian là CET/CEST, được liệt kê bởi UEFA (giờ địa phương, nếu có sự khác biệt, sẽ được hiển thị trong ngoặc đơn).
| Liechtenstein | 0-3                             | Bắc Macedonia                              |
| ------------- | ------------------------------- | ------------------------------------------ |
|               | Chi tiết (FIFA) Chi tiết (UEFA) | - Trajkovski 7' - Musliu 42' - Miovski 84' |

| Wales                                       | 3-1                             | Kazakhstan               |
| ------------------------------------------- | ------------------------------- | ------------------------ |
| - D. James 9' - B. Davies 47' - Matondo 90' | Chi tiết (FIFA) Chi tiết (UEFA) | - Tagybergen 32' (ph.đ.) |

| Liechtenstein | 0-2                             | Kazakhstan                      |
| ------------- | ------------------------------- | ------------------------------- |
|               | Chi tiết (FIFA) Chi tiết (UEFA) | - Samorodov 42' - Marochkin 45' |

| Bắc Macedonia   | 1-1                             | Wales          |
| --------------- | ------------------------------- | -------------- |
| - Miovski 90+1' | Chi tiết (FIFA) Chi tiết (UEFA) | - Brooks 90+6' |

| Bắc Macedonia | 1-1                             | Bỉ              |
| ------------- | ------------------------------- | --------------- |
| - Alioski 86' | Chi tiết (FIFA) Chi tiết (UEFA) | - De Cuyper 28' |

| Wales                                | 3-0                             | Liechtenstein |
| ------------------------------------ | ------------------------------- | ------------- |
| - Rodon 40' - Wilson 65' - Moore 68' | Chi tiết (FIFA) Chi tiết (UEFA) |               |

| Kazakhstan | 0-1                             | Bắc Macedonia    |
| ---------- | ------------------------------- | ---------------- |
|            | Chi tiết (FIFA) Chi tiết (UEFA) | - Trajkovski 33' |

| Bỉ                                                              | 4-3                             | Wales                                             |
| --------------------------------------------------------------- | ------------------------------- | ------------------------------------------------- |
| - Lukaku 15' (ph.đ.) - Tielemans 19' - Doku 28' - De Bruyne 88' | Chi tiết (FIFA) Chi tiết (UEFA) | - Wilson 45+7' (ph.đ.) - Thomas 52' - Johnson 70' |

| Kazakhstan | v                               | Wales |
| ---------- | ------------------------------- | ----- |
|            | Chi tiết (FIFA) Chi tiết (UEFA) |       |

| Liechtenstein | v                               | Bỉ |
| ------------- | ------------------------------- | -- |
|               | Chi tiết (FIFA) Chi tiết (UEFA) |    |

| Bắc Macedonia | v                               | Liechtenstein |
| ------------- | ------------------------------- | ------------- |
|               | Chi tiết (FIFA) Chi tiết (UEFA) |               |

| Bỉ | v                               | Kazakhstan |
| -- | ------------------------------- | ---------- |
|    | Chi tiết (FIFA) Chi tiết (UEFA) |            |

| Kazakhstan | v                               | Liechtenstein |
| ---------- | ------------------------------- | ------------- |
|            | Chi tiết (FIFA) Chi tiết (UEFA) |               |

| Bỉ | v                               | Bắc Macedonia |
| -- | ------------------------------- | ------------- |
|    | Chi tiết (FIFA) Chi tiết (UEFA) |               |

| Bắc Macedonia | v                               | Kazakhstan |
| ------------- | ------------------------------- | ---------- |
|               | Chi tiết (FIFA) Chi tiết (UEFA) |            |

| Wales | v                               | Bỉ |
| ----- | ------------------------------- | -- |
|       | Chi tiết (FIFA) Chi tiết (UEFA) |    |

| Kazakhstan | v                               | Bỉ |
| ---------- | ------------------------------- | -- |
|            | Chi tiết (FIFA) Chi tiết (UEFA) |    |

| Liechtenstein | v                               | Wales |
| ------------- | ------------------------------- | ----- |
|               | Chi tiết (FIFA) Chi tiết (UEFA) |       |

| Bỉ | v                               | Liechtenstein |
| -- | ------------------------------- | ------------- |
|    | Chi tiết (FIFA) Chi tiết (UEFA) |               |

| Wales | v                               | Bắc Macedonia |
| ----- | ------------------------------- | ------------- |
|       | Chi tiết (FIFA) Chi tiết (UEFA) |               |

## Cầu thủ ghi bàn
Đang có 24 bàn thắng ghi được trong 8 trận đấu, trung bình 3 bàn thắng mỗi trận đấu (tính đến ngày 9 tháng 6 năm 2025).
2 bàn
- Bojan Miovski
- Aleksandar Trajkovski
- Harry Wilson

1 bàn
- Ezgjan Alioski
- Visar Musliu
- Kevin De Bruyne
- Maxim De Cuyper
- Jérémy Doku
- Romelu Lukaku
- Youri Tielemans
- Aleksandr Marochkin
- Maksim Samorodov
- Askhat Tagybergen
- David Brooks
- Ben Davies
- Daniel James
- Brennan Johnson
- Rabbi Matondo
- Kieffer Moore
- Joe Rodon
- Sorba Thomas